# Гренськ
Гренськ — стоянка фінального палеоліту (близько 10000 років тому) у села Воронівка Кормянського району в північно-східній Гомельщині, за 2 км від села на схід.
Розташована на останце першої надпойменої тераси правого берегу річки Сож, в 6-7 м над меженним рівнем річки.
Після її відкриття і збору підйомного матеріалу першим дослідником став учень К. М. Полікарповича — В. Д. Будько. Він розкрив 90 м² в 1959—1961 рр. У 1972—1981 рр. стоянку досліджував В. Ф. Копитін на площі 380 м². Відомості цих дослідників суперечать один одному, проте так чи інакше, стоянка стала еталонним пам'яткою для виділення гренської культури.